# Ojalá (canción de Silvio Rodríguez)
"Ojalá" es una canción compuesta por Silvio Rodríguez y editada por primera vez como parte de su álbum Al final de este viaje (1978). Es una de las canciones más famosas del cantautor cubano, quien siempre la incluye como parte de su repertorio para recitales. Existe una versión preliminar de la canción, la cual fue grabada por el propio Silvio Rodríguez antes de 1978, siendo incluida en el disco recopilatorio Cuando digo futuro, de 1977. 

## Características
La canción comienza con un arpegio agudo característico que la identifica desde los primeros segundos. La contraposición de elementos positivos (Ojalá que las hojas no te toquen el cuerpo cuando caigan / para que no las puedas convertir en cristal) y negativos (Ojalá pase algo que te borre de pronto / una luz cegadora / un disparo de nieve (No "Nievi" como se ha mal interpretado anteriormente) / ojalá por lo menos que me lleve la muerte) ha llevado a debates sobre su significado, si bien el autor señala que se trata de una canción de amor.[cita requerida]

## Historia
En una entrevista Silvio Rodríguez comentó:

«Ojalá yo la compuse dedicada a una mujer de nombre Emilia Sánchez, que podríamos decir, fue mi primer amor. Fue un amor que tuve cuando estuve en el ejército, haciendo mi servicio militar. La conocí cuando tenía 18 años, fue mi primer amor importante en el sentido de que fue el primer amor que me enseñó cosas. Era una muchacha mucho más evolucionada que yo, mucho más inteligente, más culta. Me enseñó, por ejemplo, a César Vallejo. Después nos tuvimos que separar, estaba estudiando medicina y en fin, no le cuadró. No sé por qué estudió medicina, cosa loca de ella, en realidad siempre fue de letras. Después estudió letras, se fue a su pueblo Camagüey, a estudiar eso y yo me quedé solo aquí en La Habana, totalmente desolado. Pasaron los años y el recuerdo de aquel amor tan bonito, tan productivo, tan útil (ojo, no confundir con utilitario), enriquecedor, de aporte a uno... pues, estaba obsesionado yo con esa idea. Y porque fue un amor frustrado, tronchado por las circunstancias, por la vida, no fue una cosa que se agotara, pues se me quedó un poco como un fantasma y por eso compuse esta canción en un momento quizás de delirio, de arrebato, de sentimiento un poco desmesurado: ojalá esto, ojalá lo otro...»
Silvio Rodríguez

Emilia Sánchez, ahora profesora de Filología en la Universidad de Camagüey, es la musa de otras canciones de Silvio Rodríguez: «Emilia», «Te doy una canción» y «Josah es la que pinta».

## Otras versiones
Otros artistas que han hecho reversiones de esta canción son:
- Alejo Stivel
- Antílopez
- Florcita Motuda (Florcita Motuda, 1977)
- Gloria Simonetti
- Ismael Serrano
- Los Huayra
- La M.O.D.A (EP Ojalá, 2016)
- Magdalena Cullen
- Nahuel Pennisi
- Sonia Silvestre
- Los Sultanes
- Tania Libertad
- Willy Rodríguez, vocalista de la banda puertorriqueña de reggae Cultura Profética.
- Ahyre
- Cuarteto Zupay
- Eruca Sativa